# Angophora leiocarpa
Espèce
Synonymes
- Angophora costata subsp. leiocarpa L.A.S. Johnson ex G.J. Leach[2]
- Angophora costata subsp. leiocarpa L.A.S.Johnson ex G.J.Leach[3]
- Eucalyptus leiocarpa (L.A.S. Johnson ex G.J. Leach) Brooker[2]
- Eucalyptus leiocarpa (L.A.S.Johnson ex G.J.Leach) Brooker[3]

Statut de conservation UICN

LC : Préoccupation mineure
Angophora leiocarpa, communément appelé Gomme rouillée[réf. nécessaire], est une espèce de plantes à fleurs de la famille des Myrtaceae. C'est un arbre de taille petite à moyenne, endémique de l'Est de l'Australie (Queensland, Nouvelle-Galles du Sud).